# Biblioteca Central de Barcelona
La Biblioteca Central de Barcelona es un proyecto de biblioteca pública en la ciudad de Barcelona, largamente reivindicado por el sector y que actualmente se encuentra en fase de planificación. Se prevé que sea construida en un solar cercano a la Estación de Francia de Barcelona. El proyecto se ubicaría en un terreno cedido por el Ayuntamiento de Barcelona, financiado por el Ministerio de Cultura y gestionado por la Generalidad de Cataluña. Se prevé que cuando se edifique sea la central de la red de bibliotecas de Barcelona. El concurso de la nueva sede lo ganó el arquitecto Josep Maria Miró i Gellida.

## Historia
El sector bibliotecario de Barcelona ha reclamado históricamente una Biblioteca Provincial o Biblioteca Central, como tienen otras capitales como Tarragona con la Biblioteca Pública de Tarragona o Lleida con la Biblioteca Pública de Lleida . O más recientemente Girona con la Biblioteca Carles Rahola . Reclaman un espacio que haga de biblioteca central de la ciudad y al mismo tiempo de la capital de Cataluña.
Desde finales del siglo XX se han propuesto varios espacios o edificios, entre los que destacan las Galerías Preciados, el Mercado del Borne el solar de la Estación de Francia.
En 2002 se empezaron obras para instalar la Biblioteca Provincial de Barcelona en el antiguo Mercado del Borne, pero aparecieron los restos de la ciudad medieval y moderna. Se optó por conservar los restos y trasladar el proyecto de la biblioteca a otro lugar, a pesar de la oposición del movimiento vecinal.
En el 2010 la entonces Ministra de Cultura, Ángeles González-Sinde presentó en Barcelona una nueva propuesta de biblioteca en el barrio de la Ribera, junto a la Estación de Francia. Se trataba de un proyecto de 37,4 millones de euros que debía empezar a ser construido durante el 2012, previo derribo de los edificios afectados. El concurso fue ganado por la empresa Nitidus Arquitectes y Serveos de Arquitectura Betarq, liderada por Josep Maria Miró i Gellida.
Este proyecto propone un edificio repartido en tres grandes bloques decrecientes, con una superficie total de 18.000 m², que lo convertiría en la mayor biblioteca del Estado español. El edificio más pequeño daría a la avenida del Marqués de la Argentera. Se prevé que el edificio dé mucha importancia a la luz natural, tenga varios accesos y en la parte posterior tenga una zona porticada y un salón de actos y un mirador desde donde se puedan ver los restos arqueológicos del Baluarte de Mediodía . El solar es propiedad del Ajuntament de Barcelona.
Sin embargo, en el 2017 las obras aún no habían comenzado, y el Ministerio proponía programar el proyecto en tres fases para intentar asumir los 40 millones de euros presupuestados para su edificación. Si este proyecto por fases se aprueba finalmente, serán necesarios 70 meses de construcción, en vez de los 40 iniciales, por lo que se estimaría una inauguración para 2024. En una reunión entre el Ministerio y el Ayuntamiento de Barcelona en abril de 2017, se anunció que el proyecto se aparcaba hasta poder adaptarlo a la situación presupuestaria actual.

### Propuesta por fases y posible nombre
- Primera fase: Con un presupuesto de 15,7 millones de euros, serviría para construir los cimientos, el garaje, la planta subterránea de instalaciones comunes, así como los depósitos y las salas infantiles y polivalentes.
- Segunda fase: Con una inversión estimada de 6,8 millones de euros, serviría para construir el bloque correspondiente al edificio de oficinas, el vestíbulo y la zona de prensa
- Tercera fase: Los últimos 15,3 millones servirían para construir el edificio más grande, que incluye las salas de lectura, cafetería y las zonas dedicadas a los contenidos audiovisuales.[7]

En febrero de 2016 se reunieron el entonces secretario de Estado de Cultura en funciones, José María Lassalle, el director general de Bellas Artes, Miguel Ángel Recio, el teniente de alcalde Jaume Asens y la delegada de Cultura del Ayuntamiento de Barcelona, Berta Sureda . En esa reunión el Ministerio propuso el nombre de Carme Balcells i Segalà como posible nombre de la futura biblioteca.
El diciembre del mismo año el nuevo secretario de estado de cultura, Fernando Benzo, expuso que la envergadura del proyecto  hace difícil la ejecución: "No se trata de renunciar pero hay que ver la evolución de la economía".